# Buise

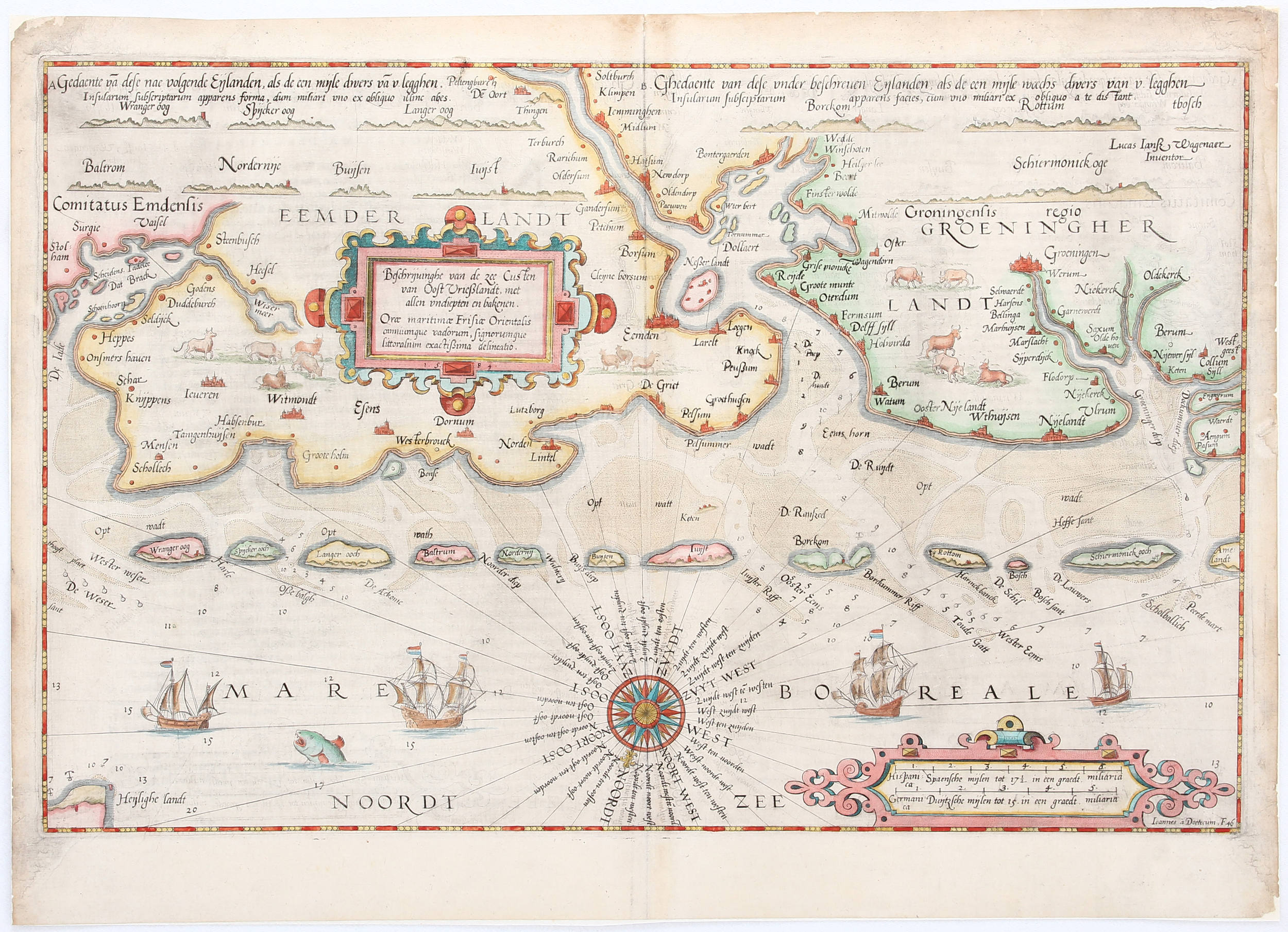
Gesüdete Karte von Ostfriesland (1584) von Waghenaer, mit Buysen zwischen Norderny und Iuyſt

Buise oder Buyse ist eine im 17. Jahrhundert untergegangene Ostfriesische Insel mit unsicherer Lage und Ausdehnung.
Da es keine genauen Quellen aus dieser Zeit gibt, wird davon ausgegangen, dass Buise in den verheerenden Sturmfluten der Jahre 1219 und 1362 aus einer größeren Insel, die der römische Naturforscher Plinius der Ältere in seiner in den 70er Jahren n. Chr. entstandenen Enzyklopädie Naturalis historia als Burchana bezeichnet hatte, entstand. Anderen Quellen zufolge entstand Buise wie Juist, Borkum und Memmert mit der Allerheiligenflut 1170 aus der von der Sturmflut in Teile gerissenen Insel Bant.
Bei der Zweiten Marcellusflut von 1362 zerbrach Buise in zwei Teile. Die östliche Hälfte wurde Oesterende oder bis 1406 Ostende und später „Nynorderoog“ oder „Norder neye Oog“ (Neue Norder Insel) genannt, die heutige Insel Norderney.
Durch witterungs- und strömungsbedingtes Abtragen der Dünen verschwand der südwestlich verbliebene Teil in der zweiten Hälfte des 17. Jahrhunderts. Als genauer Zeitpunkt werden insbesondere die Petriflut von 1651, aber auch das Jahr 1690 genannt.